# Kuroiši
Kuroiši (japonsky 黒石市) je město v prefektuře Aomori v Japonsku. K roku 2019 v něm žilo přes dvaatřicet tisíc obyvatel.

## Poloha
Kuroiši leží u severního konce Honšú, největšího japonského ostrova. Na severu a severovýchodě hraničí s Aomori, na jihu a jihovýchodě hraničí s Hirakawou a na západě s Fudžisaki a Inakadate.

## Dějiny
Město Kuroiši vzniklo 1. července 1954 sloučením obce Kuroiši se čtyřmi vesnicemi.